# Кумехов Зубер Докшукович
Зубер Докшукович Кумехов (1 травня 1910, село Асламурза Анзорово Нальчицького округу Терської області, тепер село Другий Лескен, Кабардино-Балкарія, Російська Федерація — 1988, місто Нальчик, Російська Федерація) — радянський партійний діяч, 1-й секретар Кабардино-Балкарського обласного комітету КПРС, голова Ради народних комісарів Кабардинської АРСР. Кандидат Депутат Верховної Ради СРСР 1-го скликання (1941—1946).

## Біографія
Народився 18 квітня (1 травня) 1910 року в багатодітній бідній селянській родині. З вересня 1921 по січень 1924 року — селянин у своєму господарстві в Другому Лескені. З січня 1924 по вересень 1927 року — вихованець інтернату в місті Нальчику. У 1924 році вступив до комсомолу.
У вересні 1927 — вересні 1932 року — студент педагогічного технікуму в місті Нальчику.
Член ВКП(б) з травня 1932 року.
У вересні 1932 — квітні 1933 року — завідувач Урванського районного відділу народної освіти Кабардино-Балкарської автономної області в селі Старий Черек.
У квітні — липні 1933 року — голова колгоспу «Ерокко» (імені Молотова) села Ерокко Кабардино-Балкарської автономної області.
У липні 1933 — грудні 1934 року — редактор газети політичного відділу Урванської машинно-тракторної станції в селі Старий Черек.
З грудня 1934 по лютий 1935 року — слухач редакторських курсів при Вищому комуністичному інституті журналістики в Москві.
У лютому 1935 — березні 1936 року — завідувач Урванського районного відділу народної освіти в селі Старий Черек.
У березні — травні 1936 року — партійний організатор колгоспу «Ерокко» села Ерокко Кабардино-Балкарської автономної області.
З травня 1936 по червень 1937 року — завідувач партійного кабінету Урванського районного комітету ВКП(б) Кабардино-Балкарської автономної області.
З червня 1937 по січень 1938 року — секретар партійного комітету спиртового заводу на станції Докшукіно Північно-Кавказької залізниці Кабардино-Балкарської АРСР.
У січні — листопаді 1938 року — 2-й секретар Лескенського районного комітету ВКП(б) Кабардино-Балкарської АРСР.
У листопаді 1938 — березні 1939 року — завідувач сільськогосподарського відділу Кабардино-Балкарського обласного комітету ВКП(б).
У березні — грудні 1939 року — 2-й секретар Кабардино-Балкарського обласного комітету ВКП(б).
У грудні 1939 — 10 квітня 1944 року — 1-й секретар Кабардино-Балкарського обласного і Нальчицького міського комітетів ВКП(б). З 1942 року — голова Нальчицького комітету оборони. З листопада 1942 по січень 1943 року — член Військової ради 37-ї армії Північної групи військ Закавказького фронту.
У квітні — вересні 1944 року — голова Ради народних комісарів Кабардинської АРСР.
З вересня 1944 по травень 1946 року — директор радгоспу № 1 Ростовської області.
З травня 1946 по лютий 1947 року — голова заводського комітету машинобудівного заводу в місті Ростові-на-Дону.
У березні — вересні 1947 року — заступник міністра місцевої промисловості Кабардинської АРСР.
У вересні 1947 — червні 1953 року — заступник уповноваженого Міністерства заготівель СРСР по Кабардинській АРСР.
У 1952 році заочно закінчив Кабардинський державний педагогічний інститут в Нальчику, здобув спеціальність вчителя історії середньої школи.
З липня 1953 по 1956 року — керуючий Кабардинської республіканської контори «Заготживсировина».
У 1956—1957 роках — заступник міністра сільського господарства Кабардино-Балкарської АРСР.
У 1957—1960 роках — заступник начальника відділу праці і заробітної плати Ради народного господарства Кабардино-Балкарського економічного адміністративного району. У 1960—1963 роках — начальник відділу керівних кадрів і навчальних закладів Ради народного господарства Кабардино-Балкарського економічного адміністративного району.
У 1963—1966 роках — директор Нальчицького хлібокомбінату Кабардино-Балкарської АРСР.
З 1966 року — персональний пенсіонер союзного значення в місті Нальчику.

## Нагороди
- орден Вітчизняної війни ІІ ст. (6.04.1985)
- орден Червоної Зірки
- медалі